# Estação Lucio Sestio
Lucio Sestio é uma estação da Linha A do Metrô de Roma. Está localizada no bairro Don Bosco em Roma, sob a interseção das vias Lucio Sestio e Pontius Cominius.

## História
A estação de Lucio Sestio foi construída como parte da primeira etapa (a partir da Estação Anagnina para Ottaviano), entrando em serviço em 16 de fevereiro de 1980.

## Integração
- Fermata autobus ATAC